# Calpurnia woodii
Calpurnia woodii är en ärtväxtart som beskrevs av Schinz. Calpurnia woodii ingår i släktet Calpurnia och familjen ärtväxter. Inga underarter finns listade i Catalogue of Life.